# Consul albinotatus
Consul albinotatus är en fjärilsart som beskrevs av Butler 1873. Consul albinotatus ingår i släktet Consul och familjen praktfjärilar. Inga underarter finns listade i Catalogue of Life.